# Paul Bovier-Lapierre
Pour les articles homonymes, voir Bovier-Lapierre, Bovier et Lapierre.
Paul Bovier-Lapierre, né à Grenoble le 18 novembre 1873 et mort à Beyrouth le 26 mai 1950, est un archéologue jésuite français, connu pour son travail sur la préhistoire en Égypte et pour ses enquêtes dans le sud du Liban.